# Ireland Island North
Ireland Island North ist eine länglich geformte Insel im äußersten Nordwesten der atlantischen Inselgruppe Bermuda. Von ihrer südlichen Schwesterinsel Ireland Island South ist die Nordinsel nur durch einen kaum 10 Meter breiten Durchfluss getrennt, weswegen beide Inseln auch unter der gemeinsamen Bezeichnung Ireland Island bekannt sind.
Die einst unbewohnte Insel wurde vermutlich schon im 16. Jahrhundert von spanischen Seefahrern entdeckt, aber erst Anfang des 18. Jahrhunderts von Großbritannien in Besitz genommen. Wegen ihrer strategisch günstigen Lage errichteten die Engländer eine Schiffswerft für ihre Seestreitkräfte (Royal Navy). Aus dieser Zeit sind noch einige klassizistische Gebäude der Royal Navy Dockyard erhalten. Auf der Nordspitze der Insel befindet sich das Maritime Museum, wo etwa Wrackteile von vor Bermuda versunkenen Schiffen ausgestellt sind.
Ireland Island North ist heute überwiegend mit gewerblich genutzten Gebäuden bebaut. Der große Handels- sowie der Yachthafen der Insel liegen an der Ostküste. Von hier besteht zudem eine ganzjährige Fährverbindung zum etwa sieben Kilometer entfernten Hafen von Hamilton, der Hauptstadt der Bermudas.
Die Insel bildet den nördlichsten Teil des bermudischen Verwaltungsgebiets Sandys Parish.